# Aarkanaal
Aarkanaal – kanał w Holandii, w prowincji Holandia Południowa. Jego długość wynosi 11 km. Został wybudowany w latach 1823–1825. Swój bieg rozpoczyna na skrzyżowaniu dróg wodnych ze Starym Renem i Gouwe w Alphen aan den Rijn i biegnie na północ do skrzyżowania dróg wodnych z rzekami Drecht i Amstel w Nieuwveen.